# Firmi
Firmi är en kommun i departementet Aveyron i regionen Occitanien i södra Frankrike. Kommunen ligger  i kantonen Aubin som ligger i arrondissementet Villefranche-de-Rouergue. År 2022 hade Firmi 2 333 invånare.

## Befolkningsutveckling
Antalet invånare i kommunen Firmi
Referens: INSEE